# Sant Salvador de Guardiola
Sant Salvador de Guardiola – gmina w Hiszpanii, w prowincji Barcelona, w Katalonii, o powierzchni 37,12 km². W 2011 roku gmina liczyła 3139 mieszkańców.